# WTA Challenger Bol
Das WTA Challenger Bol (offiziell: Croatia Bol Open) ist ein Tennisturnier der WTA Challenger Series, das in der kroatischen Stadt Bol auf der Insel Brač ausgetragen wird.

## Siegerliste

### Einzel
| Jahr | Siegerin          | Finalgegnerin       | Ergebnis          |
| ---- | ----------------- | ------------------- | ----------------- |
| 2016 | Mandy Minella     | Polona Hercog       | 6:2, 6:3          |
| 2017 | Aleksandra Krunić | Alexandra Cadanțu   | 6:3, 3:0, Aufgabe |
| 2018 | Tamara Zidanšek   | Magda Linette       | 6:1, 6:3          |
| 2019 | Tamara Zidanšek   | Sara Sorribes Tormo | 7:5, 7:5          |
| 2020 | abgesagt          | abgesagt            | abgesagt          |
| 2021 | Jasmine Paolini   | Arantxa Rus         | 6:2, 7:64         |

### Doppel
| Jahr | Siegerinnen                      | Finalgegnerinnen                       | Ergebnis          |
| ---- | -------------------------------- | -------------------------------------- | ----------------- |
| 2016 | Xenia Knoll Petra Martić         | Raluca Olaru İpek Soylu                | 6:3, 6:2          |
| 2017 | Chuang Chia-jung Renata Voráčová | Lina Gjorcheska Aleksandrina Najdenowa | 6:4, 6:2          |
| 2018 | Mariana Duque Mariño Wand Yafan  | Silvia Soler Espinosa Barbora Štefková | 6:3, 7:5          |
| 2019 | Timea Bacsinszky Mandy Minella   | Cornelia Lister Renata Voráčová        | 0:6, 7:63, [10:4] |
| 2020 | abgesagt                         | abgesagt                               | abgesagt          |
| 2021 | Aliona Bolsova Katarzyna Kawa    | Ekaterine Gorgodse Tereza Mihalíková   | 6:1, 4:6, [10:6]  |